# Notre-Dame de Fatima (Lambersart)
Die Kirche Notre-Dame de Fatima ist eine römisch-katholische Pfarrkirche in Lambersart bei Lille in Frankreich. Sie gehört seit 1957 zum Bistum Lille. Sie ist Teil der Paroisse Sainte-Trinité Lambersart (Pfarrei Heilige Dreifaltigkeit).

## Geschichte
In dem von Edmond Ory-Groulois (1847–1936) geschaffenen Villenviertel im Umkreis der ehemaligen Pferderennbahn (französisch: Hippodrome) von Lambersart kam es nach 1950 unter dem Stadtviertelsnamen „Champ de Courses“ (Rennbahn) zu einer dichteren Besiedelung, die eine vierte Lambersarter Kirche nötig machte. 1957 wurde die Pfarrei gegründet, am 20. Juni 1958 von Kardinal Achille Liénart der Grundstein gesegnet und am 21. Dezember 1958 die Kirche auf das Patrozinium Notre-Dame de Fatima (Unsere Liebe Frau von Fatima) geweiht (Adresse: 14, rue Marcel de Rycke).

## Pfarrer
- 1957–1967: Louis Vandenbulcke
- 1967–1975: Joseph Sion
- 1975–1983: René Vanseveren (1927–2013)
- 1983–????: Jean-Luc Vandeputte (Priesterweihe 1976)
- ????–????: Jacques Beils (* um 1946, Priesterweihe 1974)